# Andrés Hurtado de Mendoza

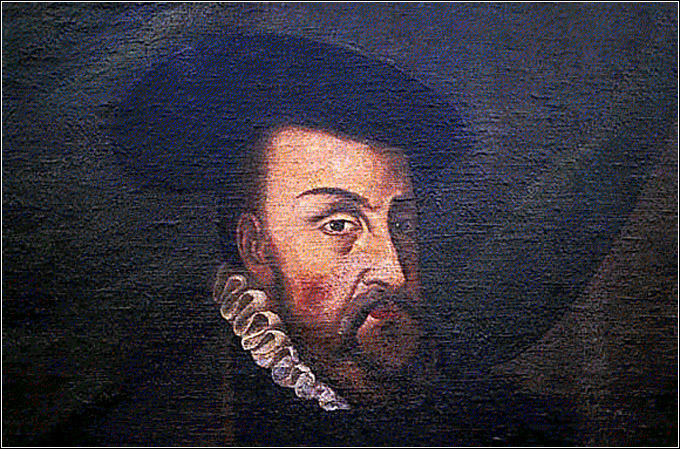
Andrés Hurtado de Mendoza

Andrés Hurtado de Mendoza (Cuenca, Espanha, 1500 - Lima,  Peru, 30 de março de 1561) foi um oficial militar espanhol e o quinto vice-rei do Peru no período de 29 de junho de 1556 até a sua morte em 30 de março de 1561.

## Biografia
Andrés Hurtado nasceu de Mendoza numa família nobre espanhola. Era um descendente de Juan Hurtado de Mendoza, Senhor de Mendívil. Foi governador  de Cuenca e caçador chefe real de Castela, sucedendo seu pai em ambas as posições. Foi também militar, serviu em ações em Granada, França e Flanders. Ele acompanhou o Imperador Carlos I até a Alemanha e Flanders.
Após ser nomeado vice-rei do Peru em 1556, ele chegou ao Panamá, na época parte do vice-reinado do Peru. No Panamá ele adiou sua viagem para entrar em acordo com escravos fugitivos rebelados. Hurtado colocou Pedro de Ursúa como encarregado de suprimir os rebeldes.

## Como vice-rei do Peru
Andrés Mendoza chegou em Lima em 29 de junho de 1556, encontrou uma colônia ainda recuperando-se das rebeliões de Sebastian del Castillo, Godinez, e Giron.  A Real Audiência havia sido estabelecida por quase quatro anos, com seu presidente, Melchor Bravo de Saravia, servindo de vice-rei interino. Havia muita discussão entre os juízes da Audiência e eles eram arrogantes em relação ao novo vice-rei Diante da situação, Hurtado pediu ao rei que afastasse a maioria ofensiva. Por toda a colônia, os rebeldes que foram perdoados estavam inquietos e monárquicos leais eram agitados por maiores recompensas. Houve ainda alguns focos de resistência por parte dos Incas. Diante dessa turbulência, Hurtado adotou medidas tirânicas, executou antigos rebeldes e baniu muito dos partidários insatisfeitos com o governo. Entre suas outras medidas de segurança estavam a criação de uma guarda permanente em Lima e a construção de Galés adicionais para proteger a costa.
Hurtado fundou o Colégio San Juan de la Penitencia em Lima para meninas mestiças pobres, e um outro colégio na cidade de Trujillo. Também doou  a recém construída Universidad Nacional Mayor de San Marcos. Fundou o Hospital de San Andrés, também em Lima, e ordenou que as múmias dos incas Viracocha, Yupanqui e Huayna Capac fossem levadas para lá. Em 1558 fundou a cidade de Cuenca, próxima a antiga residência real inca de Tomebampa (Equador). No Chile fundou as cidades de Mendoza e Osorno (1559), e a Audiência de Chuquisaca.
Ainda em 1558, o vice-rei enviou várias expedições de pesquisa, também destinadas a combater grupos de aventureiros. Ele confiou a pacificação da Amazônia ao seu leal partidário Pedro de Ursúa, e a conquista dos Chiriguanos e e planícies da Condorillo ficou aos cuidados de Andrés Manso.
Nomeou seu filho García Hurtado de Mendoza, então com vinte e dois anos, governador do Chile. Em 1557, o português Enrique Garcés, descobriu o mineral mercúrio em Huencavélica, necessário para a extração da prata.

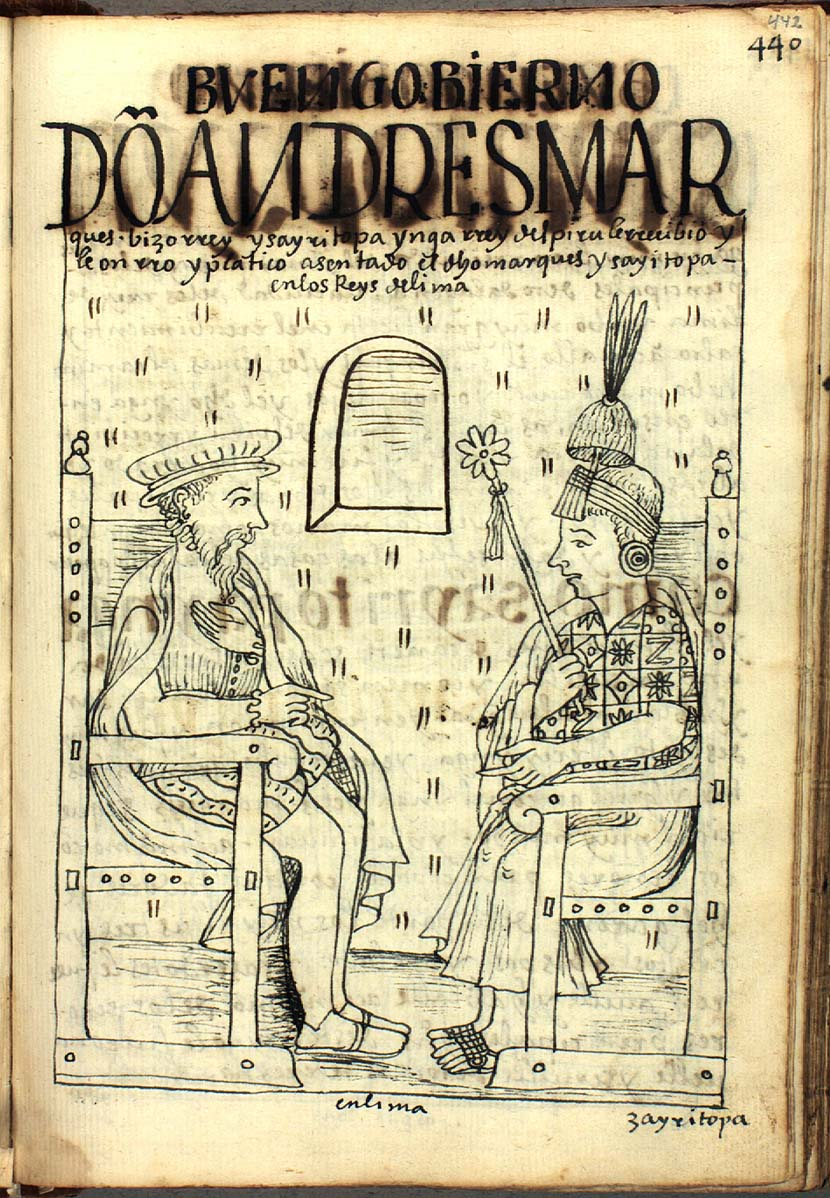
O vice-rei Andrés Hurtado recebe Sayri Tupac, rei Inca do Peru, e o homenagea em Lima.

## Relações com os indígenas
Ainda em 1558 Mendoza restabeleceu a jurisdição local dos chefes nativos. Em 5 de janeiro de 1560 o vice-rei se encontrou com o último neto de Huayna Capac, Sayri Tupac Inca em Lima. Sayri Tupac renunciou ao seu direito ao Império Inca e aceitou o batismo, como Diego. No retorno, recebeu o título de Príncipe de Yucay, e uma generosa recompensa.
Hurtado proibiu a venda de bebidas alcoólicas aos indígenas.

## Fim do governo de Hurtado
Enquanto isso, reclamações sobre o governo cruel e arbitrário de Hurtado, especialmente por parte daqueles que ele havia exilado, fizeram com que o rei Filipe II o afastasse do cargo. Outras queixas contra a gestão de Hurtado foram sobre a falta de controle da economia, e o enforcamento do capitão Robles em sua própria cama. Em seu lugar, o rei nomeou Diego López de Zúñiga y Velasco. López chegou à Paita em janeiro de 1561. Sua comunicação com Hurtado antes da chegada mostrou uma falta de respeito. Hurtado adoeceu e morreu antes de López chegar a capital. Ele foi sepultado na catedral de Cuenca, Espanha.